# Oberköllnbach

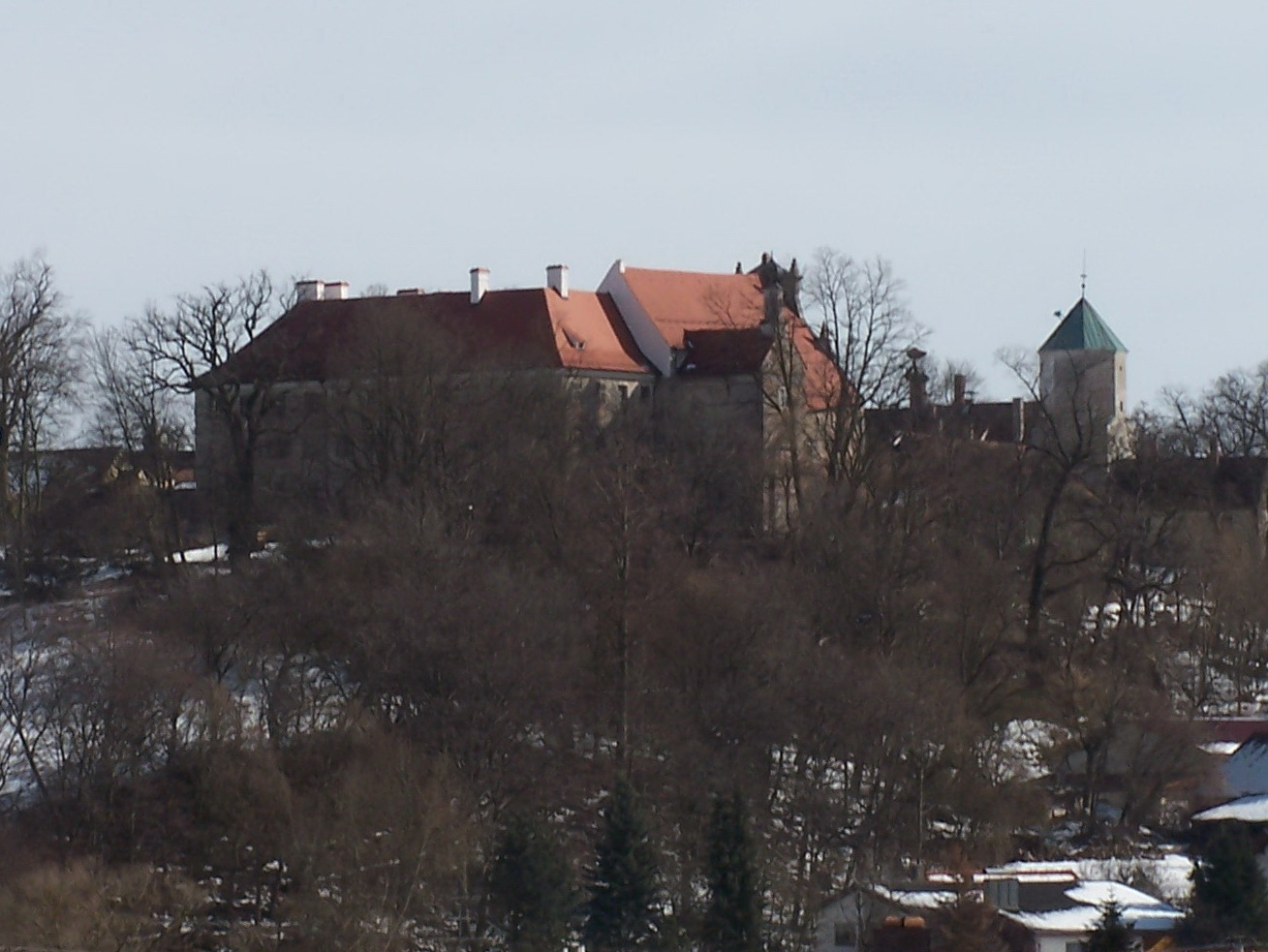
Schloss Oberköllnbach

Oberköllnbach ist ein Gemeindeteil der Gemeinde Postau im niederbayerischen Landkreis Landshut. 

## Lage
Das Straßendorf Oberköllnbach liegt etwa drei Kilometer nordwestlich von Postau am rechten Ufer des Hagmühlbaches im Donau-Isar-Hügelland. Im Südosten schließt unmittelbar die Ortschaft Hofberg mit der ansehnlichen Schlossanlage von Schloss Oberköllnbach an, weiter südlich liegt die Ortschaft Unterköllnbach.

## Geschichte
Erste Grabfunde um Oberköllnbach gehen zurück auf das Jahr 700 n. Chr., als die Bajuwaren im Lauf der Völkerwanderung aus Böhmen nach Altbayern kamen. Aus der bajuwarischen Zeit stammt auch der Name des Ortes Köllnbach, was althochdeutsch Colinpah heißt und „Quellbach“ bedeutet. In nachmittelalterlicher Zeit wurde daraus Ober- und Niederköllnbach und erst im 18. Jahrhundert das heutige Unterköllnbach.
Alte Angaben über ein Köllnbach werden oft dem Ort Großköllnbach im heutigen Landkreis Dingolfing-Landau zugeordnet. Mit Sicherheit bezieht sich erst eine Angabe aus dem 13. Jahrhundert auf Oberköllnbach, als ein nach Köllnbach benanntes Bürgergeschlecht in Landshut nachweisbar wird. Als ältester Grundeigentümer in Köllnbach gilt eine kirchliche Institution, über deren Güter im endenden 13. Jahrhundert der Herzog die Vogteirechte ausübte. Um 1500 umfasste die Hofmark die Orte Ober- und Unterköllnbach, Au, Veitsbuch und drei weitere Güter. Als sicher gilt, dass bis ins 15. Jahrhundert Unterköllnbach nur aus zwei Höfen bestand, während das jetzige Oberköllnbach das Zentrum Köllnbachs war.
Die weitere Geschichte des Dorfes ist eng verflochten mit der Geschichte des Schlosses von Oberköllnbach. Im Rahmen des Schlossgutes wurden alle Berufe ausgeübt, die zu dessen Unterhalt nötig waren, doch diese waren keine selbstständigen Handwerksbetriebe im heutigen Sinne. Die übrigen Bewohner gehörten dem unfreien Bauernstand an und mussten dem Grundherrn Abgaben, zuerst in Naturalien, später in Geld zahlen und auf dem Gutshofe Frondienste leisten. An Wald, Wasser und Weide stand ihnen, mit Ausnahme von Jagd und Fischfang, die Nutznießung zu. Sie unterstanden auch, soweit es kleinere Vergehen waren, dem Gericht des Grundherrn, der es vor allem finanziell durch Geldstrafen nutzen konnte. Kapitalverbrechen mussten jedoch an das herzogliche Landgericht verwiesen werden.
Im Dreißigjährigen Krieg (1618 bis 1648) flüchtete die Bevölkerung mit Vieh und sonstiger Habe in die Burg, und der damalige Burgherr Ladislaus von Törring versuchte, seinen Herrensitz zu verteidigen, was ihm aber nicht gelang. Die Schweden stürmten das Schloss und hausten darin in schrecklicher Weise. Der Burgherr selbst hatte sich gerade noch durch Flucht retten können. Aus der Zeit des Dreißigjährigen Krieges dürften auch die unterirdischen Fluchtwege stammen, von denen sich in Oberköllnbach einer teilweise erhalten hat.
Im Jahre der Bestandsaufnahme 1752 waren die Grafen Arco auf Valley Inhaber der Hofmark Oberköllnbach mit den Teilen Hofberg und Armannsberg. Das Dorf beherbergte damals in 31 Anwesen neben zahlreichen Bauern und Häuslern auch einige Handwerker. 1840 zählte Oberköllnbach 35 Häuser mit 195 Einwohnern.
Im Revolutionsjahr 1848 ging die standes- und gutsherrliche Gerichtsbarkeit an den Staat über. Die politischen Gemeinden entstanden. Noch um die Mitte des 19. Jahrhunderts waren das bäuerliche Dorf Oberköllnbach und die typische Herrschaftssiedlung Hofberg baulich und funktional deutlich voneinander getrennt. Danach wurde der Talboden entlang der Verbindungsstraße bebaut und so die Trennung aufgehoben. 1970 hatte Oberköllnbach 226 und Hofberg 181 Einwohner.
Die Gemeinde Oberköllnbach wurde im Zuge der Gebietsreform in Bayern am 1. Oktober 1971 durch Zusammenlegung mit der Gemeinde Moosthann erheblich vergrößert, wurde dann aber am 1. Mai 1978 in die Gemeinde Postau eingegliedert.

## Sehenswürdigkeiten
- Kuratbenefiziumskirche Maria Verkündigung. Sie wurde als einheitlicher Barockbau im Jahre 1721 erstellt und erhielt später einen Spitzhelm. Grabsteine von ehemaligen Schlossherren weisen zurück bis ins Jahr 1350.
- Schloss Oberköllnbach. Das Schloss, welches geographisch zum Ortsteil Hofberg gehört, wurde um 1670 n. Chr. neu erbaut, nachdem es von schwedischen Truppen gebrandschatzt worden war. Die vierflügelige, rechteckige Anlage umgibt einen kleinen Innenhof.

## Vereine
- Edelweißschützen Oberköllnbach – Hofberg
- Freiwillige Feuerwehr Oberköllnbach
- KSK Oberköllnbach
- Landjugend Oberköllnbach
- Stammtisch „Lustige Kameraden“
- Obst- und Gartenbauverein Oberköllnbach